# 新約聖書

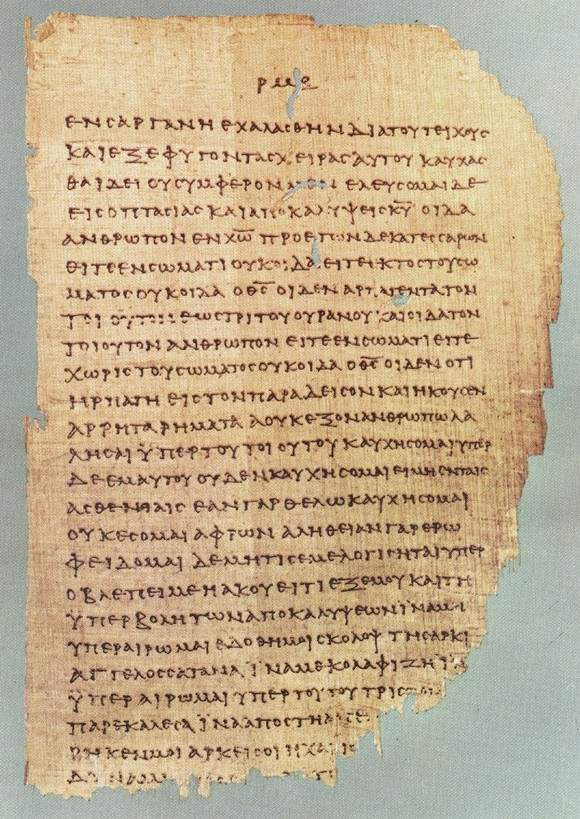
現存最古の新約聖書の写本の一部（𝔓^{46}、3世紀ごろ、コリントの信徒への手紙二。チェスター・ビーティ図書館蔵）

『新約聖書』（しんやくせいしょ、ギリシア語: Καινή Διαθήκη、ラテン語: Novum Testamentum、英語: New Testament）は、1世紀から2世紀にかけてキリスト教徒たちによって書かれた文書で、『旧約聖書』とならぶキリスト教の正典。また、イスラム教でもイエス（イーサー）を預言者の一人として認めることから、その一部（福音書に相当するもので現在読まれているものとは異なり、アラビア語で「インジール」と呼ばれる）が啓典とされている。『新約聖書』には27の書が含まれるが、それらはイエス・キリストの生涯と言葉（福音と呼ばれる）、初代教会の歴史（『使徒言行録』）、初代教会の指導者たちによって書かれた書簡からなっており『ヨハネの黙示録』が最後におかれている。現代で言うところのアンソロジーにあたる。「旧約聖書」を『ヘブライ語聖書』、「新約聖書」を『ギリシア語聖書』と呼ぶこともある。内容的にはイエスが生まれる前までを旧約聖書、イエス生誕後を新約聖書がまとめている。

## 名称
旧約、新約という名称そのものに信仰的な意味がある。これは神と人間との古い契約の書が旧約聖書であり、新しい契約が新約聖書という意味である。アウグスティヌスが引用したイグナティウスの「新約聖書は、旧約聖書の中に隠されており、旧約聖書は、新約聖書の中に現わされている。」ということばは有名である。
「新約聖書」という名称はギリシア語の「カイネー・ディアテーケー」(Καινή Διαθήκη)あるいはラテン語の「ノーヴム・テスタメントゥム」(Novum Testamentum)という言葉の訳であるが、もとはヘブライ語に由来している。「カイネー・ディアテーケー」という言葉はすでにセプトゥアギンタのエレミヤ書31:31に見ることができるが、ヘブライ語では「ベリット・ハダシャー」（ברית חדשה）である。紀元前7世紀後半のエレミヤの「新しい契約」の思想は新約聖書の著者に強い影響を与えたとされる。
新約すなわち新しい契約という呼び方は、はじめイエス・キリストによって神との契約が更新されたと考えた初代教会の人々によって用いられた。2世紀のテルトゥリアヌスやラクタンティウスは神との新しい契約を示した書物の集合として「新約聖書」という言葉を用いている。ラテン教父のテルトゥリアヌスは初めてラテン語の「ノーヴム・テスタメントゥム」という言葉を用いている。たとえば『マルキオン反駁』3巻14では「これは神の言葉としてうけとられるべき二つの契約、すなわち律法と福音である」といっている。
5世紀のラテン語訳聖書（ヴルガータ）では『コリントの信徒への手紙二』3章で「新しい契約」(Novum Testamentum)という言葉が使われている。

## 内容
『新約聖書』の各書はすべてイエス・キリストとその教えに従うものたちの書であるが、それぞれ著者、成立時期、成立場所などが異なっている（そもそも初めから新約聖書をつくろうとして書かれたのではなく、著者、成立時期、成立場所がばらばらな書物をまとめて成立したものとされる）。同じように多くの書物の集合体である『旧約聖書』と比べると、成立期間（全書物のうちで最初のものが書かれてからすべてがまとまるまでの期間）が短いということがいえる。
以下は『新約聖書』27書と伝承による記者のリストである。なお各書の呼称は、現代の日本キリスト教において広く用いられているであろう『新共同訳聖書』、もっとも原語に近いとされている『口語訳聖書』における表記を用い、それ以外の呼称や略称も併記しておく。

### 福音書
イエスの生涯、死と復活の記録
- マタイによる福音書 （マタイの福音書、マタイ書、マタイ伝） 税吏出身の使徒マタイ
- マルコによる福音書 （マルコの福音書、マルコ書、マルコ伝） ペトロとパウロの弟子であったマルコ
- ルカによる福音書 （ルカの福音書、ルカ書、ルカ伝） おそらくパウロの弟子であったルカ
- ヨハネによる福音書 （ヨハネの福音書、ヨハネ伝） 使徒ヨハネ

#### キリスト教で認められてきた記者
聖書自身の自己証言と教会の伝承では『マタイ福音書』はアルフェオの子で、税吏であった使徒マタイによって書かれたとされている。『マルコ福音書』はペトロの同行者であったマルコがペトロの話をまとめたものであるという。『ルカ福音書』はパウロの協力者であった医師ルカによって書かれたとされ、『ヨハネ福音書』はイエスに「最も愛された弟子」と呼ばれたゼベダイの子ヨハネが著者であるとされてきた。
『新約聖書』は多くの記者によって書かれた書物の集合体である。伝承ではそのほとんどが使徒自身あるいは使徒の同伴者（マルコやルカ）によって書かれたと伝えられてきた。そして、この使徒性が新約聖書の正典性の根拠とされた。たとえばパピアスは140年ごろ、「長老によれば、ペトロの通訳であったマルコはキリストについて彼から聞いたことを順序的には正確ではないものの、忠実に書き取った」と書いたという（エウセビオスが『教会史』の中で、このように引用している）。さらにエウセビオスの引用によればエイレナイオスは180年ごろ、「パウロの同伴者であったルカはパウロの語った福音を記録した。その後に使徒ヨハネがエフェソスで福音書を記した」と記しているという。

#### 批判学の見解
これらの伝承には証言自体の他の外的な証拠はない。近代以降の批判的聖書研究では伝承通りの著者でない著者を想定することが多い。『新約聖書』におさめられた各書は最初の著者だけでなく、後代の人々によって加筆修正されているとも主張される。加筆された可能性が高い部分として有名なものは『マルコ福音書』の末尾と『ヨハネ福音書』の「姦淫の女」のくだりである。
ルカ以外の3書はいずれもユダヤ戦争中のエルサレム陥落と解釈できる言及があり、これが70年の出来事であることから、3書の完成はこれを遡らないと推測されている。またルカ書は更に降ってエルサレム神殿の破壊後の完成であると考えられている。ただしルカ書の著者はルカ書の続編として使徒言行録を書いているが、使徒言行録はパウロのローマ宣教までで終わっており、後代の伝承に見られパウロ書簡の中で示唆されるイベリア宣教と、有名なネロ帝迫害下でのローマでの殉教(紀元64年頃)までは記されていない。この原因は不明である。
またイエスの奇蹟とされる事象には当時の新皇帝ウェスパシアヌスを称揚するために流布された奇蹟譚と類似するものが多い。これらの書が『新約聖書』としてまとめられたのは150年から225年ごろの間であるといわれる。福音書で最も遅い成立とされる『ヨハネ福音書』はユスティノスによる引用が見られることから紀元160年頃までには成立している。

### 歴史書
イエスの死後の初代教会の歴史
- 使徒言行録 （使徒の働き、使徒行伝、使徒行録、使徒書　別名：聖霊行伝） ルカ

### 書簡
書簡にはさまざまな内容のものが含まれている。歴史的キリスト教会はこれが神の啓示であるとしてきたが、批判的研究では、それらから初期のキリスト教思想がどのように発展していったかをうかがい知ることができると主張される。書簡の中には著者の名前が書かれているものもあるが、高等批評ではそれらは本当の著者というわけではないといわれる。近代以降の高等批評によって、多くの書簡が、著者とされる人物の名を借りた偽作であると主張された。

#### パウロ書簡
『パウロ書簡』とは使徒パウロの手紙（歴史的キリスト教会がパウロのものとしてきた手紙）の総称である。近代の高等批評では牧会書簡だけでなく、いくつかのパウロ書簡は単にパウロの名を借りただけのものであると主張され、そのようなものは「擬似パウロ書簡」などと呼ばれる。一般に高等批評ではパウロ書簡の成立が福音書群に先立つとしている。
- ローマの信徒への手紙 （ローマ人への手紙、ローマ書） パウロ
- コリントの信徒への手紙一 （コリント人への第一の手紙、コリント前書） パウロ
- コリントの信徒への手紙二 （コリント人への第二の手紙、コリント後書） パウロ
- ガラテヤの信徒への手紙 （ガラテヤ人への手紙、ガラテヤ書） パウロ
- エフェソの信徒への手紙 （エペソ人への手紙、エフェソ（エペソ）書） パウロ
- フィリピの信徒への手紙 （ピリピ人への手紙、フィリピ（ピリピ）書） パウロ
- コロサイの信徒への手紙 （コロサイ人への手紙、コロサイ書） パウロ
- テサロニケの信徒への手紙一 （テサロニケ人への第一の手紙、テサロニケ前書） パウロ
- テサロニケの信徒への手紙二 （テサロニケ人への第ニの手紙、テサロニケ後書） パウロ
- テモテへの手紙一 （テモテ前書、テモテヘの第一の手紙） パウロ（牧会書簡）
- テモテへの手紙二 （テモテ後書、テモテヘの第ニの手紙） パウロ（牧会書簡）
- テトスへの手紙 （テトス書） パウロ（牧会書簡）
- フィレモンへの手紙 （ピレモンへの手紙、フィレモン（ピレモン）書） パウロ

#### 公同書簡
公同書簡とは特定の共同体や個人にあてられたものではなく、より広い対象にあてて書かれた書簡という意味である。各々の書物には伝承の著者たちがいるが、近代以降の批判的研究はそれらが単に使徒の権威を利用するために著者名としてその名を冠したと主張した。
- ヘブライ人への手紙 アポロ著者説があるが確定できない。
- ヤコブの手紙 （ヤコブ書） 主の兄弟ヤコブか?
- ペトロの手紙一 （ペテロの第一の手紙（ペテロ）） ペトロ
- ペトロの手紙二 （ペテロの第二の手紙（ペテロ）） ペトロ
- ヨハネの手紙一 （ヨハネの第一の手紙）使徒ヨハネ
- ヨハネの手紙二 （ヨハネの第二の手紙） 使徒ヨハネ
- ヨハネの手紙三 （ヨハネの第三の手紙） 使徒ヨハネ
- ユダの手紙 （ユダ書） 使徒ユダ (タダイ)と主の兄弟ユダの二説がある

### 黙示文学
- ヨハネの黙示録 （ヨハネへの啓示）使徒ヨハネ

### 外典
上記の27書以外にも『新約聖書』の正典には含まれない文書群があり、外典と呼ばれる。時期や地域によってはそれらが正典に含まれていたこともある。

## 言語
イエス・キリストと弟子たちによって用いられていた言葉はアラム語であった（ヘブライ語という説もある）。しかし『新約聖書』のほとんどの書は「コイネー」と呼ばれる1世紀のローマ帝国内で公用的に広く用いられた口語的なギリシア語で書かれている（「アチケー（アッティカ擬古文体）」と呼ばれたいわゆる古典ギリシア語は用いられていない）。
その後、早い時期にラテン語、シリア語、コプト語などに翻訳されて多くの人々の間へと広まっていた。ある教父たちは『マタイ福音書』のオリジナルはアラム語であり、ヘブライ書もヘブライ語版がオリジナルであったと伝えているが、現代の聖書学ではその説を支持する学者はきわめて少数である。

## 近代聖書学による批判研究
近代以降の聖書学は、聖書の文献学的高等批評研究によってオリジナルの姿を見いだそうと努めてきた。

### 共観福音書とQ資料
福音書の資料と相互の参照関係の解明は重要な課題である。
現在、多数の研究者の見解は『マルコ福音書』が最初に書かれ、『マルコ福音書』と他の資料（後述のQ資料）をもとに『マタイ福音書』と『ルカ福音書』が書かれ、『ヨハネ福音書』が最後に書かれたという説である。

まず、『マタイ福音書』、『マルコ福音書』、『ルカ福音書』には共通する内容が多いため「共観福音書」と呼ばれる。一方、『ヨハネ福音書』は共観福音書とは異なる視点からイエスを描き出し、独自のエピソードや言葉を盛り込んでいる。共観福音書がなぜ共通点が多いのか、共観福音書は互いをどのように参照したのかという問題をまず解決することが著者を特定するための第一歩となる。そもそも福音書は一人の人間、イエスを実際に知る四人によって執筆されたものなのか？あるいは個人によって書かれたものがグループによって補完されたのか？『福音書』は短期あるいは長期に書かれたのか？などといった問題から考えることになる。
現代の聖書研究でもっとも広く支持されている仮説は二資料仮説である。それは『マタイ福音書』と『ルカ福音書』が、『マルコ福音書』およびQ資料と呼ばれるイエスの言葉資料をもとに書かれたという見方である。Q資料のQとはドイツ語のQuelle（クベレ）すなわち「資料」を意味している。Q資料がどんなものであったのかという議論はいまだに決着を見ていない。多くの学者たちはQ資料という単独の資料があったと考え、少数の学者たちはQ資料というのは複数の文書資料と口伝資料の集大成であると考えている。ただ、あくまでQ資料の存在は仮説にすぎず、その存在を疑うものもあり、資料そのものについてもよくわからないため、その著者にいたっては何も情報がない。ある人々は語録の形式を取る外典『トマスによる福音書』がQ資料である（あるいはそれに近い）と考えている。

### 書簡その他
現代の高等批評はパウロの七つの書簡（後述）を除いて、『新約聖書』の諸書が使徒の手で書かれたとは考えていない。近代的な聖書研究が始まった18世紀以前のキリスト教では（『ヘブライ人への手紙』の著者がパウロかどうか、『黙示録』『ヨハネの手紙二、三』の著者が使徒ヨハネかどうかを除いては）著者の伝承に関して疑義がもたれることは少なかった。ただ、現代の聖書学者でもシェーウィン・ホワイト(A. N. Sherwin-White)、F・F・ブルース(F.F. Bruce)、ジョン・ウェンハム(John Wenham)、ゲーリー・ヘーバーマス(Gary Habermas)などは、新約聖書に書かれていることや伝承は決して根拠のないものではないため、比較的信頼しうるのではないかという立場に立っている。特にジョン・ロビンソン(John A.T. Robinson)にいたっては『新約聖書』の成立は現代の定説よりも早く、著者に関する伝承もすべて真正であるというきわめて伝統的な立場に立っている。
高等批評学者たちによっても真正であると認められるパウロの七書簡とは、『ローマの信徒への手紙』、『コリントの信徒への手紙一』、『コリントの信徒への手紙二』、『ガラテヤの信徒への手紙』、『フィリピの信徒への手紙』、『テサロニケの信徒への手紙一』、そして『フィレモンへの手紙』である。『テサロニケの信徒への手紙二』、『コロサイの信徒への手紙』、『エフェソの信徒への手紙』に関しては今でも意見が分かれている。『テモテへの手紙一』、『テモテへの手紙二』と『テトスへの手紙』は、福音主義的な神学者たちは真正であると考えている。現代において『ヘブライ人への手紙』がパウロのものであると考える学者はまずいない。『ヘブライ書』の著者の問題は実に3世紀から議論されていた。マルチン・ルターは『ヘブライ人への手紙』の著者をアポロとする意見を提示している。
パウロ書簡以外の書物の著者の問題についても結論は得られていない。また四福音書の「著者」はもともと伝承に由来するものである。批判学者の間では、福音書と手紙を含むヨハネ書簡に関しては初代教会の中にあった「ヨハネ教団」ともいうべきグループに由来するという意見が優勢である。『ヨハネの黙示録』が「ヨハネ教団」に由来するものかどうかは意見の一致を見ていない。
ただし、一部の学者はヨハネの福音書についても段階的編集によってはその文体論的な強い統一性を保つのが困難であると考えている。また紀元2世紀から4世紀までの証言は特に福音書に関して一貫して使徒ヨハネに由来するものであると伝えられているのに対し『ヨハネ教団』の存在に関する傍証はほとんど得られていない。

### 外典
聖書学者たちの多くは外典の著者の真正さについても疑義を示している。たとえばナグ・ハマディ写本におさめられた『トマスによる福音書』、『フィリポによる福音書』などがあるが、学者たちはそれらの原本は2世紀前後に書かれたもので、その名前がついている使徒による著作ではないと考えている。

### 聖書研究の課題
聖書研究、特に福音書や史的イエスの研究においては研究者の視点が大きな意味を持つ。すなわち、ある個人の経験や宗教的信条、信念といったものがそのまま研究に投影される。たとえば福音書の研究についていうなら、歴史的なアプローチはもちろん、カトリック、プロテスタント、正教それぞれの視点から、ユダヤ教の視点から、社会科学的な視点から、フェミニズムの視点からなど、さまざまな立場からの研究が行われる。史的イエスに関する過去25年間の研究だけでもさまざまなものがあり、互いに矛盾しあうものすらある。しかしこのような幅の広さには個人のイエスに関する見方の限界を越える力があり、そのような見解の違いによる議論が多くの結果を生んできたことも事実である。

## 成立時期

### 伝承
伝承によれば、もっとも早い時期に書かれたのはパウロの手紙であり、最後に書かれたのは使徒ヨハネの書いたヨハネ文書であるという。使徒ヨハネは長命し、100年ごろ死んだという伝承があるが、教会文書外の証拠はない。2世紀から3世紀のパピアスやアレクサンドリアのクレメンスやヒッポリュトスの証言からヨハネ文書は1世紀終わりに使徒ヨハネによって成立したという伝統的見解が生まれた。エイレナイオスは185年に「マタイ福音書とマルコ福音書はペトロとパウロがローマに滞在中に書かれた」と述べており、それに従うと60年ごろになる。『ルカ福音書』はそれよりわずかに後に書かれたという。現代においてこのような伝承、古代の証言を支持するのは少数派である。

### 近代聖書学による推定
現代の多くの聖書学者たちはいくつかの書簡を除けば新約文書の成立時期に関しては意見の一致を見ている。たとえば福音書の成立時期でもっとも広く受け入れられているのは、65年ごろ、最初に『マルコ福音書』が、『マタイ福音書』が70年から85年にかけて、『ルカ福音書』が80年から95年の間に成立したという説である。
新約文書の中でもっとも早く書かれたとされるのはパウロのテサロニケの信徒への手紙一で49年ごろと考えられる。また、少数意見ではあるが、ガラテヤ書に関しては49年という説もある。高等批評では使徒の名を冠した公同書簡については70年から150年の間に成立したと見られている。高等批評の見解では新約文書でもっとも遅く書かれたのはペトロの手紙二であるとし、聖書自身が主張する使徒ペトロの記者性は強く疑問視されている。
少数意見だが、ジョン・ロビンソンは『新約聖書の成立をめぐって』（Redating the New Testament, 1976年）の中で、新約文書はすべて紀元70年以前に成立したという説を唱える。その根拠は、『マタイ福音書』24:15-21および『ルカ福音書』23:28-31においてイエスによるエルサレム神殿崩壊への預言的言及が記載されているにもかかわらずその結果が書かれていないこと、としている。一方、多数説は、この二つの記事は、神殿崩壊への予言的言及をもって、両福音書が神殿崩壊ののちに書かれたことを反映していると考えている
1830年代、ドイツ・テュービンゲン学派の研究者たちは『新約聖書』が3世紀後半に書かれたという説をとなえたが、現代までに発見された最古の写本の断片は125年までさかのぼれる上、95年に書かれたローマのクレメンスの書簡には『新約聖書』に含まれる10の書物から引用していることで否定された。さらに120年にポリュカルポスは聖書の16の書物から引用している。これらの引用が微妙に異なっていることから、新約文書は原版があって何度も改訂が行われたことで現代に伝わる形になった可能性も考えられている。

## 正典の成立

### 正典以前
『新約聖書』は初めから現在のような正典として登場したわけではなかった。すでに教父たちの文書によって、教会内で正典的に読まれる文書群には一定の振幅があったことは知られていたが、20世紀のナグ・ハマディ写本の発見などにより、初代教会の時代では、使徒の手紙や様々な福音書や黙示録など、現在聖書に含まれるよりはるかに多くの文書が作成されていたことがわかってきた。
これらの文書は礼拝や信仰教育に用いられた。最初の数百年間には、ある文書が正統か非正統かは大規模な教会会議ではなく少人数グループの集会で決定されたと推定される。信仰グループにより思想が異なり、聖典はグループごとに異なっていたことだろう。このように初期の三つの世紀ではまだ「新約聖書」は確定しておらず、様々な観点から書かれた多数の文書が乱立していたと推測される。
その中で2世紀までには、マタイ以下の四福音書とパウロの書簡集が有力視されていったが、他の書物の優劣は未確定であった。2世紀のエイレナイオスとテルトゥリアヌスは、四福音書と13のパウロ書簡を含むいくつかの使徒書簡を、霊感によって書かれたものでヘブライ語の書物（『旧約聖書』）と同じ価値を持つとした。それ以外の書物は尊重されてはいたが、一般には『新約聖書』と同じ権威をもつとは考えられておらず、ゆっくりと正典群からは排除されていった。

### 正典化の動き
『新約聖書』正典の確定作業は、シノペのマルキオンの「正典」選択作業に始まる。彼は旧約聖書を排除し、『ルカ福音書』とパウロ書簡（いわゆる「牧会書簡」3通を除く）のみを「正典」とした（ただし、旧約の引用などを削除したマルキオンの編集によるものである）。ところがマルキオンに従ったものは多くはなく、さらに彼自身も異端として排除されてしまう。同時期に古代教会内でも正典化の議論が本格化したと推定される。200年頃には「ムラトリ断片」といわれる正典リストが作成された。このムラトリ断片の正典表は、現代の『新約聖書』とほぼ同じであるが、現在では外典である『ソロモンの知恵』と『ペトロの黙示録』が含まれる。
現代の『新約聖書』の文書と一致する文書表がはじめて現れるのはアレクサンドリアのアタナシオスの367年の書簡である（『アタナシオスの第39復活祭書簡』）。この手紙の中に書かれた文書群が新約聖書正典として一応の確定を見たのは397年の第3回カルタゴ教会会議においてであった。しかしこの会議においても『ヤコブの手紙』と『ヨハネの黙示録』の扱いについては決着しなかった。時期が飛んで16世紀、宗教改革者マルティン・ルターはあらためて『ヤコブの手紙』、『ユダの手紙』、『ヘブライ人への手紙』、『ヨハネの黙示録』の扱いについて議論を提起した（最終的には排除されなかった）。現代でもドイツ語のルター聖書はこれらの書物を最後にまとめているのはその名残である。このような宗教改革者の動きを受けたカトリック教会はトリエント公会議において何が正典かということを再確認している。

## テキスト
『新約聖書』のギリシア語テキストは多くの写字生によって書き写され、後世に伝わった。写本は古代では巻物（スクロール）の形をとっていたが、やがてコデックス（冊子本）の形式が主流となった。『新約聖書』のギリシア語テキストと一言で言っても多くの異同を含むものが多数あり、それらを研究・分類するといくつかのタイプに分けることができる。このようなタイプを「型」といい、おおむね下のようなカテゴリーに分ける。
アレクサンドリア型現代ではもっとも原文に忠実であると考えられているのがこのアレクサンドリア型である。アレクサンドリア型ではほとんどの文章が簡潔で飾り気がない。特に有名なものとしてバチカン写本、シナイ写本、ボードマー・パピルスなどがある。
西方型
西方型は文章がより装飾的で長くなっていることに特徴がある。たとえば西方型の『使徒言行録』は他のタイプのものと比べると一割近く長い。ベザ写本、クラロモンタヌス写本、ワシントン写本、古ラテン語聖書などがそれにあたり、マルキオン、タティアノス、エイレナイオス、テルトゥリアヌス、キュプリアノスらの新約聖書の引用もこの型である。
カイサリア型
カイサリア型はアレクサンドリア型と西方型の混合であるとみられる。チェスター・ビーティー・パピルスやエウセビオス、エルサレムのキュリロスの引用に見られる。
ビザンティン型
中世以降に、アンシアル書体で小文字で書かれたもので、護教的な後代の付加が多い。混合型ともよばれ、アレクサンドリア写本がこれにあたる。エラスムスが『新約聖書』のギリシア語批判版テキストを作成する際にこれを用いたため、そこから英訳した欽定訳聖書にも大きな影響を与えることになった。
現代の『新約聖書』の翻訳は、徹底した比較・研究によって再現されたより原文に近いテキストを用いて行われる。もっとも信頼性の高いテキストとされているギリシア語批判版聖書は、校訂者の名前をとって「ネストレ・アーラント」と呼ばれている。

## 日本語訳
ネストリウス派のキリスト教（景教）が「流行した」と言われる中国の唐代に漢訳聖書があったことは確かであり、これが日本にも伝わったという説もあるが裏づけとなる事実はない。
日本へ最初に新約聖書をもたらしたのは1549年に来日したフランシスコ・ザビエルであり、彼は周防の大名大内氏に対して携えた聖書と注釈書を示し、「この中にわれわれの聖なる教えが全部含まれている」と語ったという。そして同時代の西洋人の証言によれば1613年までには、日本語に訳された聖書が京都で出版されていた。しかし、その後日本では宣教師が追放されてキリスト教が弾圧されたこともあり、その聖書は断片すら残っておらず、今日に伝わるのは教義書や典礼書などに使われた一部の翻訳聖句だけである。
19世紀になると日本に入国できないプロテスタントの宣教師たちが、中国で漢訳聖書を参照しながら日本語訳を開始した。この方法は開国直後に来日を果たした宣教師たちにも引き継がれた。もっとも有名なのはヘボンによる1872年の新約聖書翻訳であろう。
ヘボンはこの後、在日の宣教教会らに呼びかけて翻訳委員社中を結成して1880年に新約聖書、1887年には旧約聖書を完成。これを明治元訳と呼ぶ。新約聖書はその後1917年に改訳され、これは大正改訳と呼ばれている。明治元訳も大正改訳も他国と同様に出版は英国外国聖書協会、北米聖書教会、北英聖書協会であり、日本社会の中に広く普及した。その後、日本聖書協会が設立され、第2次世界大戦後に旧新約聖書の口語訳改定が行われる（新約が1954年、旧約が1955年）。他にも口語訳聖書は多く存在するが、日本では聖書協会のこの訳を口語訳と呼ぶ。
世界各地で行われたのと同様にこうした聖書協会系の翻訳はプロテスタント系の事業であり、カトリック教会や正教会はまた別の日本語訳聖書を用いてきた。しかし20世紀後半になって世界的にエキュメニズムの流れが進み、カトリックとプロテスタントの共同での聖書翻訳作業が行われるようになった。日本でもこの動きを受けて諸教派を代表する聖書学者たちが結集し、1978年に新約聖書のみであるが、共同訳聖書の発行が行われた。この共同訳に対しては批判的意見が相次ぎ、再翻訳が行われて1987年に新共同訳聖書が発行された。これは新約・旧約に加え、プロテスタント系聖書では従来含まれていなかった文書群を旧約聖書続編として含んでいる。現在、日本のキリスト教会においてもっとも広く用いられているのがこの新共同訳聖書である。新共同訳聖書にはローマ・カトリックの解釈と訳語が反映されている。
他方、日本正教会では日常的には聖書協会訳も用いるものの、奉神礼においては現在も自派の訳である日本正教会訳聖書を用いている。
プロテスタントのうち聖書信仰の教会によって訳された新改訳聖書は、エキュメニカル派に対比される福音派のプロテスタントでよく使われている。新改訳は文語訳聖書以来の日本のプロテスタントの訳語を継承している。また福音派による訳としては現代訳聖書もある。
この他にも、出版された日本語聖書は多数存在する。